# Panzerkampfwagen II Ausf. L
Het Duitse pantservoertuig PzKpfw. II Ausf. L (VK1303 of Sd.Kfz. 123), ook gekend onder de bijnaam Luchs (Nederlands: Lynx) was een lichte verkenningstank die werd gebruikt in het leger van nazi-Duitsland tijdens de Tweede Wereldoorlog. De L-uitvoering was het laatste ontwerp binnen de Panzerkampfwagen II-reeks. De volgende uitvoeringen waren conversies.

## Achtergrond
De bestelling tot ontwikkeling werd gegeven op 15 april 1939 waarbij MAN het chassis ontwikkelde en Daimler-Benz de bovenstructuur en geschutskoepel. Het ontwerp van de VK1301 was gebaseerd op de VK901 (Ausf. G)
Het prototype werd afgeleverd in april 1942 en de productie begon in augustus 1942. De initiële bestelling omvatte 800 stuks, waarbij de eerste honderd Luchs met het 2 cm KwK38 kannon werden voorzien, en de andere met de 5 cm KwK39/1L/60 (Leopard). In januari 1943 werd een bevel gegeven om na de eerste honderd stuks de productie stop te zetten waardoor de 5 cm KwK39/1L/60 nooit werd ontwikkeld.
De VK1303 had dezelfde ophanging als zijn voorganger, de VK901 maar de bovenstructuur werd verbreed tot over de rupsbanden waardoor een bredere geschutskoepel kon worden geplaatst. De geschutskoepel had geen kijkgaten of koepel, doch twee uitstekende periscopen werden geplaatst die het zicht gaven aan de bestuurder en tankcommandant. Er namen vier bemanningsleden plaats in de Luchs; de tankcommandant, de bestuurder, de radio-operator en de schutter. De communicatie werd voorzien door een FuG12 MW-ontvanger en een zender van 80 watt. De interne communicatie tussen de bemanningsleden werd voorzien door een intercom.

## Dienstjaren
De PzKpfw. II Ausf. L (Sd.Kfz. 123) werd ingelijfd bij de bepantserde verkenningseenheden, de zogenaamde Panzer-Aufklärungs-Abteilungen binnen de Panzer Divisionen van de Wehrmacht en Waffen-SS. Deze tank deed dienst zowel aan het oostfront als aan het front in het Westen tot het einde van de Tweede Wereldoorlog. Gebruikers waren onder andere de 116e Panzer Division in het Westen en de 3. SS-Panzer-Division Totenkopf en 5. SS-Panzer-Division Wiking en de 4e en 6e Panzer-Division aan het oostfront. De Luchsen die naar het oostfront werden gestuurd waren voorzien van extra bepantsering aan de voorzijde en een klein aantal was voorzien van extra radiomateriaal en antennes.